# Antonio Mathieu
Antonio Mathieu (Annecy, 10 settembre 1798 – 9 gennaio 1870) è stato un politico italiano.

## Biografia
Deputato dalla II alla V legislatura del Regno di Sardegna, fu chiamato a rivestire la carica di ministro dell'agricoltura e del commercio nel Governo d'Azeglio I per soli tre giorni. Rivestì anche la carica di prefetto ad Ancona, Cagliari e Messina.